# Lókút
Lókút (deutsch Rossbrunn) ist eine ungarische Gemeinde im Kreis Zirc im Komitat Veszprém.  Von den Bewohnern gehören knapp dreißig Prozent zur Volksgruppe der Ungarndeutschen.

## Geografische Lage
Lókút befindet sich 13 Kilometer nördlich des Komitatssitzes Veszprém, 6 Kilometer südlich der Kreisstadt Zirc und gut 20 Kilometer von der nordöstlichen Spitze des Balaton entfernt. Nachbargemeinden sind Hárskút, Pénzesgyőr, Eplény und  Olaszfalu.

## Geschichte
Im Jahr 1913 gab es in der damaligen Kleingemeinde 282 Häuser und 1753 Einwohner auf einer Fläche von 5510 Katastraljochen. Sie gehörte zu dieser Zeit zum Bezirk Zircz im Komitat Veszprém.

## Gemeindepartnerschaft
Seit 1994 unterhält die Gemeinde eine Partnerschaft mit dem bayerischen Hebertshausen.

## Sehenswürdigkeiten
- Kruzifixe (Kalamász kereszt, Kolera kereszt, Vajcs kereszt)
- Nepomuki-Szent-János-Kapelle
- Römisch-katholische Kirche Szent Mihály, erbaut 1868–1869
- Szentháromság-Säule
- Weltkriegsdenkmal

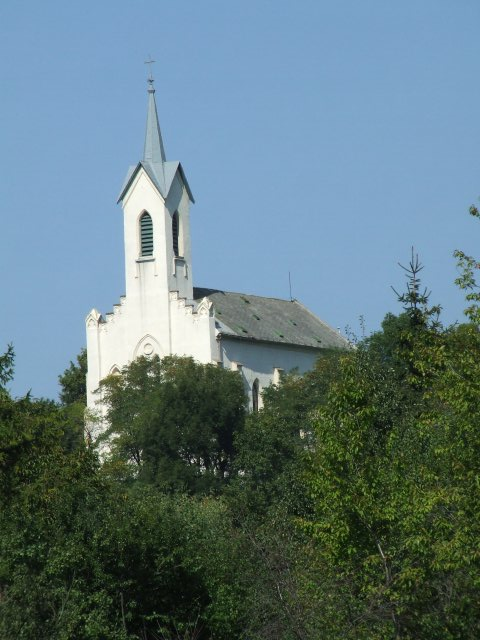
Röm.-kath. Kirche Szent Mihály
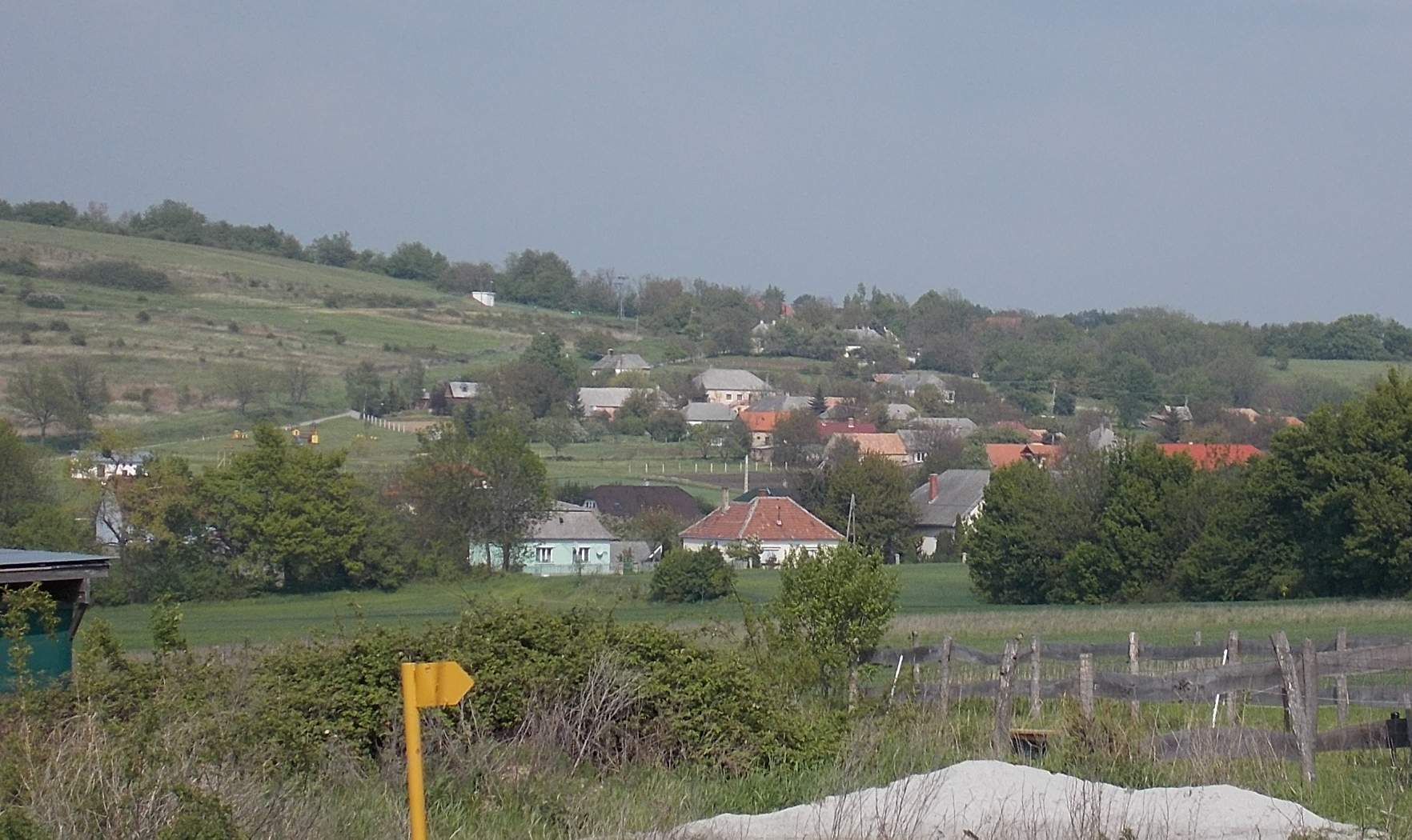
Blick auf Lókút
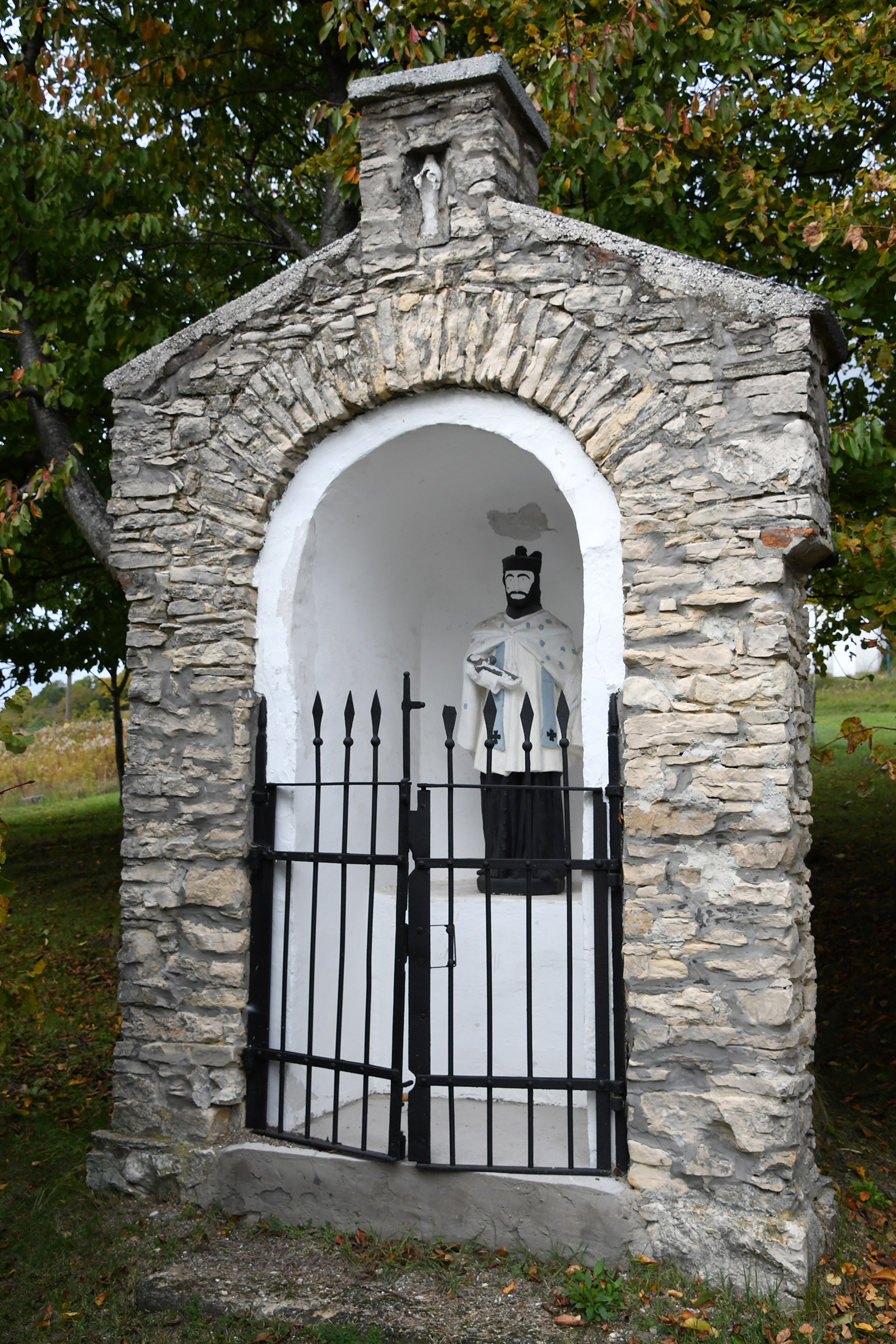
Nepomuki-Szent-János-Kapelle

## Verkehr
Durch Lókút verläuft die Nebenstraße Nr. 83103. Es bestehen Busverbindungen über Pénzesgyőr nach Bakonybél sowie nach Zirc, wo sich der nächstgelegene Bahnhof befindet.